# トイレ遺構
トイレ遺構（トイレいこう）もしくは便所遺構（べんじょいこう）とは、発掘調査や考古学研究の結果、過去にトイレ（便所）として利用されたことが明らかとなった遺構。今日確認されている世界最古のトイレは、イラクに所在する古代メソポタミア文明のアッカド王朝時代のテル・アスマルの遺跡（エシュヌンナ）から発見された紀元前2200年頃の水洗式トイレである。日本のトイレ遺構の確認は、1980年（昭和55年）に一乗谷朝倉氏遺跡で金隠しが発見されたことが始まりである。

## 概要
トイレ遺構では籌木（ちゅうぎ）として使用された木片、好糞性の昆虫、動物の骨、植物の花粉などが大量に出土する。
従来は発掘調査中に肉眼で観察できたものに限られていたが、1992年、奈良国立文化財研究所による藤原京跡の発掘調査で土壌を水洗して有機体遺物を採取する浮遊遺物洗浄法（フローテーション）がおこなわれ、籌木のほか、食べられたものの消化されずに排泄された種子・花粉や、魚骨、トイレ環境に生息する昆虫、人々の体内に生息していた寄生虫の卵などが見つかって考古学的にトイレとして利用されたことが証明できるようになった。
トイレ遺構からは当時の人々の食生活や病気の罹患状態などを知る大きな手がかりとなっており、生活に関する未知の分野の解明に役立つ遺構として注目されている。

## 古代オリエント文明

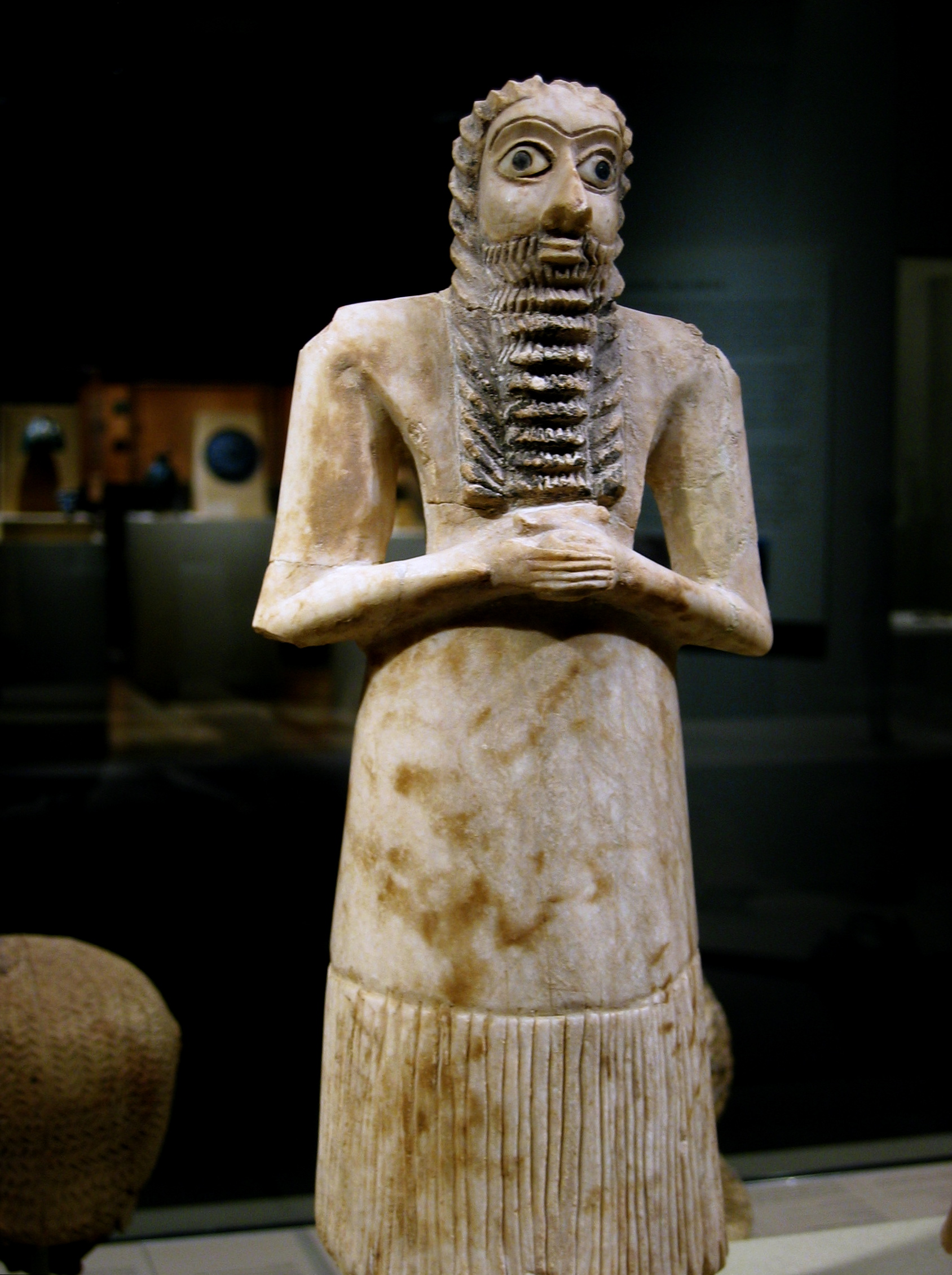
テル・アスマルの貯蔵庫から見つかった貝殻状の目をもつシュメール人神官（12体あるうちの1つ）

テル・アスマルはイラク東部、バグダードの北東約60kmの位置にあるシュメールの都市エシュヌンナの遺跡である。ここで発掘されたアッカド王朝時代（前2200年頃）の宮殿から、いま我々が知ることのできる世界最古のトイレが発見されている。この宮殿は、トイレと浴室の数が多く、質的にもきわめて充実している。少なくとも6ヶ所のトイレ、5ヶ所の浴室があり、トイレは煉瓦を「コ」の字状の椅子形に積み上げた便器が設けられた腰掛け式の水洗式トイレであった。その廃水は宮殿東壁に沿ってつくられた管に流れ込む仕組みになっている。管は地下に埋められ、アーチ状の覆いが掛けられており、その中は上部に通路があって掃除のために歩けるようになっていた。
宮殿の100年後、前2100年頃の一般住宅からもトイレが発見されている。こちらも煉瓦製便器で、下を水が流れ、排泄物は焼き物でつくられた配水管を通って、下水道からチグリス川の支流ディヤラ川へと流れる「高野山形水洗式トイレ」であった。なお、テル・アスマルのトイレ遺構のようすはトイレ研究史上記念すべき著作である『厠考』（李家正文著）にも写真入りで紹介されている。
シュメールの都市の中でも極めて重要な都市遺跡ウルでもトイレ遺構（年不詳）が見つかっている。テル・アスマルは下水道に直結した水洗トイレであるが、ウル検出のものは毛細管現象を利用した「非直結型トイレ」であった。
テル・エル・アマルナは、中エジプトのナイル川東岸に所在する、エジプト第18王朝末のアメンヘテプ4世の都市遺跡である。テーベから遷都されてからツタンカーメン王による放棄までわずか15年間の首都であった。この頃の新王国エジプトでは、家の前や路上でゴミを廃棄したり用便を済ましたりすることが一般的だったため、王は住居にトイレと炉を設置するよう触れを出した。そこで一般住宅にもトイレが設けられることとなった。前1350年頃の住宅から発見されたトイレは、鍵穴状の切り込みがある石灰岩製の便座が煉瓦の支えの上に載っていた。切り込みの下には壺が置かれ、排泄物はこの中に溜められ、肥料として用いられたものと考えられる（壺形汲取式トイレ）。

## モヘンジョダロ
モヘンジョダロはパキスタンシンド地方にあるインダス文明（紀元前20世紀～紀元前17世紀）を代表する都市遺跡である。南北を走る大通りを中心に区画整理された計画都市で、建築には焼煉瓦が用いられている。ここでは腰掛け式のトイレと汚物の沈殿槽が見つかっている。沐浴場や排水溝が整備されている都市遺跡であることから「水洗式トイレ」と推察される。

## ミノア文明
ギリシアのクレタ島は、小アジア系のクレタ人による海洋文明（ミノア文明・紀元前20世紀～紀元前14世紀）の栄えたことで知られ、未解読の線文字Aの存在が有名である。ここでは下水道につながった木製の便座が見つかっている（水洗式便所）。

## 中国の豚便所
前漢代（紀元前2世紀～）からさかんになり後漢代（〜紀元後3世紀）には全国に普及する中国の遺物に「瓦製明器」がある。これは、墓の中に副葬するため、実物の器物の代用としてつくられたミニチュア模型である。この明器のなかに「圂」（こん、クニガマエに豕）というブタを飼う畜舎がある。垣のなかではブタが飼われ、垣の壁上に小屋があり、その小屋で人が用を足すと糞は下の放牧場に落ちてブタの餌となる仕組みである。この豚便所は遅くとも前漢代には始まり、中国では近代まで利用されていた。
このしくみは台湾や沖縄県方面にも伝わり、沖縄県では「フル」（首里）、「フリマア」（石垣島）、「フアフル」（糸満）などと呼称され、その語源は「風呂」と考えられている。今日では衛生面での不安を考慮され使用禁止となっている。

## 古代ギリシア
古代ギリシアでは、意外なことにほとんどトイレには気を配らなかった。アテネの古代遺跡からも下水施設は見つかっていないし、当時の記録にも「下水」という記述は一切見えないという。当然、町はきわめて不潔であり、チフス、ペスト、天然痘などの病気がたびたび猛威を振るった。古代ギリシア文明衰亡の遠因の一つに、このトイレの欠如を挙げる人もいるくらいである。個人の住宅にも都市においてもトイレは設置されず、人々が出す汚物はほぼ垂れ流しに近いものであったと推定される。アリストパネスの喜劇作品にも、人々が表に出て用を足す場面が描かれている。また、これらの排泄物はしばしば城壁の外に捨てられた。アリストテレスの著書『アテネ人の国制』には、アテネの市域監督官の役目の一つに「汚物の処理が城壁から一定以上離れた場所で行われているか」の監視があった、と書き残している。

## 古代ローマ
ポンペイ遺跡（イタリア）は西暦79年にウェスウィウス火山（ヴェスヴィオ火山）の噴火により埋もれてしまったローマ時代の都市として知られる。個人住宅跡では一般的に穴を1個空けただけの便所が台所かその近くにあった。たとえば、所有者の知られる「ケイウスの家」では台所の一画にあり、台所から2階にあがる階段の下がトイレ空間になっていた。下水設備が完備していたのは公衆トイレだけであった。

## 日本のおもなトイレ遺構

### 先史時代

#### 鳥浜貝塚
福井県若狭町（旧・三方町）の鳥浜貝塚（縄文時代前期、約5500年前）では、2000点を超える多量の糞石（ふんせき）が出土している。特に杭の打たれた周辺では他の場所と比較して、より多くの糞石が出土することから、この遺跡に暮らした当時の人々は湖に杭を打ち桟橋を作っていたと考えられ、桟橋からおしりを出して用を足していただろうと推測される。このような構造のトイレ（桟橋形水洗式（さんばしがたすいせんしき）トイレ、いわゆる「川屋」）は現在でも環太平洋地域で広くみられる。

#### 三内丸山遺跡
青森県青森市の三内丸山遺跡（縄文時代前期、約5500年前）の、遺跡北部に南北に入り込んでいる谷は「遺物廃棄ブロック」と呼ばれているが、ここに堆積する有機物を多く含む泥土を分析試料として採取、分析した結果、1cm3あたり13000個を超す寄生虫卵が検出され、その種類から人の排泄物と判断されたため、谷が「トイレ空間」として利用されていることがわかった。寄生虫卵のほとんどが鞭虫卵で、少量の異形吸虫卵を含んでいた。このことから、三内丸山の縄文人が鞭虫症による腹痛などの消化器症状に悩まされていたこと、鞭虫卵に汚染されやすい野草・野菜または水を摂取していたこと、異形吸虫類は沿岸魚から稀に感染することから海水魚が食されていたこと、淡水魚や獣類に起因する寄生虫は見いだせず、これらは常食されていなかっただろう、ということがわかった。

#### 粟津湖底遺跡
滋賀県大津市の粟津湖底遺跡・第3貝塚（縄文時代中期、約5000年前）では糞石が出土している。貝層の堆積のスピードが急であることを考慮すると、トイレ空間として認識されていなかった可能性も高い。

#### 唐古・鍵跡
奈良県田原本町の唐古・鍵遺跡（弥生時代中期、紀元前1世紀～後1世紀）で弥生時代の糞石が出土している。太さ2.9cmと太く、よくしまっている。

#### 纏向遺跡
奈良県桜井市の纏向遺跡（古墳時代前期、3世紀末～4世紀前半）では導水施設を確認している。この遺構は、その立地条件、土器類の特殊な出土状況、直弧紋状の文様の描かれた板（弧紋板）の発見などにより、これまで水に関わる祭祀遺構とみられてきたが、発掘調査中に採取した木樋内部の堆積土壌からだけ、糞に特有の寄生虫卵と食物残滓が多量に検出されたところから、木樋自体がトイレ遺構の一部ではないかという見方がうまれている。

### 古代

#### 藤原京・藤原宮
奈良県橿原市の藤原京（7世紀末、都としては694年～710年）跡の発掘調査では、1992年、奈良国立文化財研究所による浮遊遺物洗浄法調査によりトイレの存在が証明された。
藤原宮の南面西門から外に出てすぐの南東、右京七条一坊西北坪の遺跡から土坑形汲取式（どこうがたくみとりしき）トイレを検出している。この周辺は建物跡が小規模で戸籍に関連した内容の木簡や硯の出土が多いことなどから、公的な機関（役所）があったと想定され、このトイレは、その内部に設置された共同便所だったと考えられている。長さ1.6m、幅0.5mの長楕円形を呈し、現状で深さ0.4m、本来は約1mあったと考えられる素掘りの便槽である。堆積土の分析から、生野菜または野草を食べていたこと、コイやアユを生（なま）か完全に火の通らない状態で食べていたこと、カタクチイワシを目刺しのように焼いて食べていたこと、さらに種実には、乾燥した人里や畑を好む種類がある一方で湿地やその周辺を好む種類があるということがわかった。
藤原宮の宮殿の東側、官庁街との間を南北に走る幅5m、深さ1mの基幹排水路が東大溝（ひがしおおみぞ）である。この溝の両岸の傾斜面には、向かい合う位置に大小の柱穴が交互に13.5mにわたって並んでいた。初めは幅広の橋とされていたが、その南16.5mの地点からも同様の遺構が発見され、橋ではなくトイレではないかと考えられるようになった。溝の中からは籌木も出土している。このトイレは、柱穴の検出状態から、溝をまたいで長屋のように建てられた溝架設形水洗式（みぞかせつがたすいせんしき）トイレではないかと想定される。
右京九条四坊では土坑形汲取式トイレと弧状溝形水洗式（こじょうみぞがたすいせんしき）トイレの2基のトイレ遺構を確認している。両者とも、幅2m、深さ0.7mの小路側溝の東側に沿っており、両者間の距離は約33.5mである。側溝と2つのトイレ本体との間は同間隔に空いており、柱穴等は確認できなかったが、塀などの目隠しの存在が指摘されている。前者は、長さ2.1m、幅1.4m、深さ0.5mの長楕円形をしており、長軸は南北から少しずれているが、本来は正北で、何度も底さらいをしているうちに軸がずれたと考えられる。このトイレが汚物を貯める一方の貯留式ではなく汲取式と考えられる所以である。後者の発見によって、この形態がトイレであることが明確になった。南の小溝口より取水し、北口より排水する水洗式である。
右京一条三坊では土坑形汲取式トイレと弧状溝形水洗式トイレを各1基（計2基）確認している。西三坊大路の東側側溝に位置する。前者が年代的に古いと考えられるが、その北約1.5mに後者がある。宅地とトイレの間に柱穴が並ぶことから両者をさえぎる「目隠し塀」が存在したものと考えられる。後者には、側溝（幅1m強）の東岸に弧状（半円形・直径4m）の迂回路が掘られている。

#### 平城京
平城京（8世紀）では、長屋王邸の北、その政敵にあたる藤原麻呂邸の東辺の築地塀（左京二条二坊五坪）から木樋を用いたトイレ（弧状溝形水洗式トイレ）が発見された。松井章は太政官符の検討などから、このトイレを「樋殿（ひどの）」ではないかと指摘している。

#### 秋田城跡
秋田県秋田市の秋田城跡（奈良～平安時代、創建8世紀前半、廃絶9世紀前半～後半）で発見されたトイレ遺構は、掘立柱建物とトイレ施設が一体となった造りになっている。その構造から、庇（ひさし）側の入口から入ると、待合室的な空間があり、その先に3部屋の個室をもったトイレ建造物と考えられている。個室の床下の便槽に溜まった汚物は木樋を通して沼に排水する水洗式だったと考えられる。その際、沼の汚染を少なくするため沈殿槽を設け、汚れの少ない上澄みだけを流すように工夫したものと思われる。なお、水洗に関しては、個室内に用意された桶の水を使用後に流す構造であったが、あるいは床下に木樋の暗渠があり、上方に位置する井戸などの生活排水によって随時流す高野山的なシステム（高野山形水洗式（こうやさんがたすいせんしき）トイレ）であったとも考えられている。いずれにしても、大変優れた構造のトイレということができる。
寄生虫卵分析の結果からは、生野菜を食べて感染する回虫・鞭虫、アユを媒介とする横川吸虫、コイ・フナに寄生する肝吸虫が見つかった。しかし、東日本のトイレ遺構で多く見つかるサケ・マスを不完全調理で食べた場合に感染する日本海裂頭条虫（サナダムシ）卵は発見されなかった。これは、藤原京や平城京のトイレ分析の結果と等しいことから、「都から秋田城に派遣された役人は、地元特産のサケ・マスの食文化の味に馴染めず、都の食物を持参、あるいは送らせたのではないか」と考えられた。しかし、トイレ遺構の検出が外郭外側の通称「鵜ノ木地区」から見つかったことから、無鉤条虫・有鉤条虫卵があらためて注目され、後述の筑紫館と同じような迎賓館的施設（渤海使を饗応した施設）ではなかったかという説も有力になっている。なお、籌木の作りはたいへん入念なものが多い。

#### 筑紫館
福岡県福岡市の筑紫館（のちの鴻臚館、奈良時代・8世紀中ごろ）は、1990年、全国で初めて古代トイレを確認した遺跡である。近世には福岡城、1998年までは平和台球場として利用された遺跡でもある。
ここでは3基の土坑形貯留式（どこうがたちょりゅうしき）トイレが1.8m間隔で設置されているのを確認している。北より1.3m×1.4mの隅丸方形、1.35m×1.2mの隅丸方形、1.1m×4mの隅丸長方形で、深さはすべて4mである。上部構造は削られて不明であるが、便槽内から多量に瓦類が出土することから瓦ぶきの建物であったとみられている。残存する脂質の分析（コプロスタノールとコレステロールの比率）から北の2基の小形トイレは女性用、南の大形トイレ1基は男性用である可能性が高く、トイレの男女の使い分けがあったと推定される。一方、寄生虫卵の分析からは、2つの小形トイレからは豚を常食することで体内に宿る寄生虫、有鉤条虫卵が高い比率で検出されたことから、外国人客専用の個室トイレであった可能性が高いことが指摘されており、性別の違いではなく食文化そのものの違いによるものと考えられている。なお、籌木には木簡再利用のものもあり、その木簡は九州全土（各国）から寄せられたものである。

#### 長岡京
京都府向日市の長岡京（784年～794年）では、左京二条三坊三町で土坑形汲取式トイレ1基を確認した。トイレ遺構は長さ1.6m、幅0.26～0.35mの不整長方形、深さ0.3mで南へ行くほど深くなる。便槽容量は336リットル（現代人は1ヶ月で100～180リットルとされる）で、籌木は約400点を出土している。三条二坊六町にもトイレ遺構の可能性のある土坑が検出されている。

### 中世

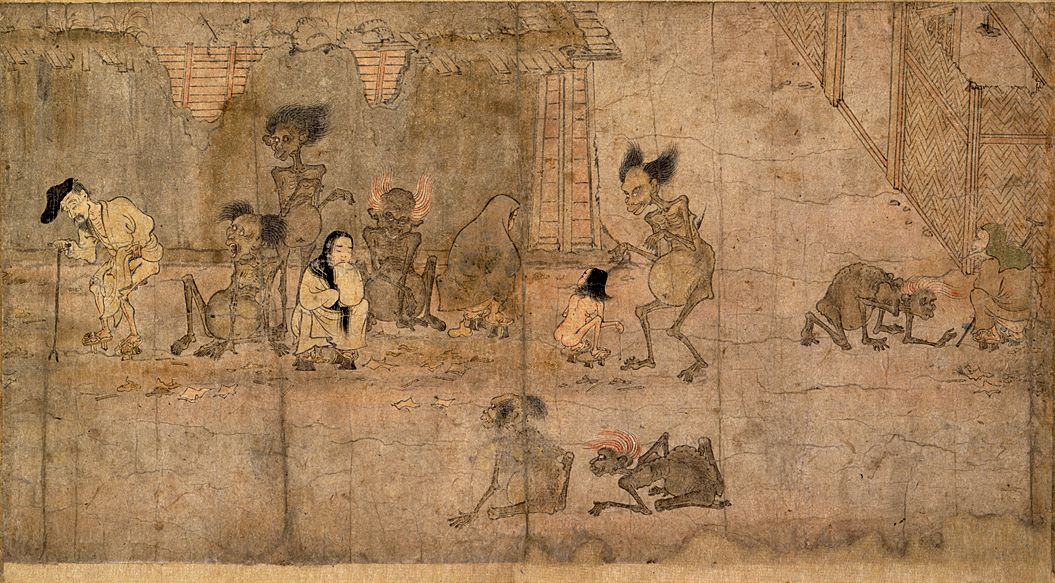
中世の排便のようす（「餓鬼草紙」）:籌木が描かれている

#### 平泉遺跡群
岩手県平泉町の平泉遺跡群（平安～鎌倉時代、12世紀中葉～末葉）では、柳之御所遺跡・伽羅御所・無量光院跡から発掘されたトイレ遺構ではないかとされる土坑が30基を超す。すべて円筒形で上端径0.8～1.6m、下端径0.6～1.0m、深さは0.9～3.3m、土坑形汲取式トイレで籌木がそれぞれから66～2192点出土している。しかし、深い土坑のなかには、埋土の中層から籌木の出土する例もあり、その状況から一括廃棄した可能性も考えられる。これは、汲み取られた糞尿が下肥として撒かれるさいに籌木が邪魔になるため、便槽へは落とさず、別にまとめて捨てた場合もありうることを示している。寄生虫卵分析では高密度の結果が出ており、トイレとする要件は満たすものの、なかにはトイレ遺構ではない土坑も存在する可能性がある。いずれにしても、土坑の形態的統一がなされており、都市平泉における計画性がうかがわれる。
寄生虫卵の分析から、1. 回虫・鞭虫が大量に検出され、野菜や野草を生もしくは十分に火を通さずに食べていたこと、2. 肝吸虫・横川吸虫の検出により、コイ科やアユなどの淡水魚を生もしくは十分に火を通さずに食べていたこと、3. 日本海裂頭条虫が多いことから、サケ・マスを軽くあぶったり、生干やルイベのように生で食べたりしたことが多かったと思われ、これらの寄生虫により、腹痛を主とする消化器症状が起こり、場合によっては栄養障害や貧血に発展するおそれがあったと考えられる。これに対し、当時の人々は、花粉・種子同定分析で大量に検出されたヒユ属・アカザ属を腹痛や虫下しの薬として服用していた可能性もある。なお、秋田城跡と比較するとサケ・マスの常食が際だった相違点であり、ここに平泉政権の在地性の強さを指摘できる。

#### 観音寺廃寺跡
秋田県横手市（旧・大森町）の観音寺廃寺跡（平安～鎌倉時代、12～13世紀）に隣接して遺跡を見下ろす小高い山頂に観音寺経塚がある。ここでは、直径0.7mほどの不整円形の掘り込みをもつ土坑形汲取式トイレ1基を確認している。覆土の上層に籌木が少なく、最下層から大量にまとまって出土したことから、施肥の障害となる籌木を押し避けながら汲み取ったことがわかる。秋田城跡のトイレ遺構と植物遺体の組成そのものは大差ないが、秋田城跡ではウリ科・クワ属を多産するのに対し、ここではキイチゴ属・ブドウ属を多産し、ナス属種子も増えている。寺院があったという伝承をもつ遺跡らしく、獣や魚に特有の寄生虫卵は検出されておらず、菜食中心の食生活が想定される。トイレ遺構の南南東50mからは「御佛殿前申」と墨書された木簡も見つかっている。なお、トイレであるかどうかは決め手を欠くものの、籌木を多く出土する土坑2基も検出している。

#### 光明山寺
京都府木津川市の光明山寺（こうみょうせんじ）は南北2km、東西5kmにおよぶ広さをもつ大山岳寺院である。10世紀後半、真言宗広沢流の僧寛朝僧正により開かれ、11世紀後半には、東大寺三論宗の僧厳王周によって再興されたとされる。ここが教学の道場として最も栄えたのは12世紀代といわれ、この頃に入山した静誉上人は堂舎・僧坊120を数えたと伝えている。
平安から鎌倉時代（11世紀末～13世紀中）の遺構から発見されたトイレは2時期あり、ともに石組である。旧トイレは破損して構造はよくわからないが、新トイレは、径20～50cm大の石を2列組み合わせ、中央に幅約20cm、深さ約80cmの隙間を設けて溝とする構造で長さは5.7mにおよぶ。そのうちトイレ本体は2.4m、南側1.4mは築地塀の下に入る暗渠となっている。北側から木樋で上水として利用した水をトイレの溝に引き込むと、排泄物とともに塀の外へと抜ける暗渠を通り、坊院から離れた谷川へと流されたと考えられる。トイレの溝底は北から南へ緩やかに傾斜しており、水が流れやすいよう工夫されている。このトイレは、弘仁7年（816年）に空海が真言宗総本山として創建した高野山金剛峯寺の僧坊に戦前まであった水洗トイレと同じ構造（高野山形水洗式トイレ）と考えられる。

#### 矢立廃寺
秋田県大館市の矢立廃寺（やたてはいじ）は、測量調査で仏殿・法堂・方丈の禅宗伽藍跡ではないかとされ、発掘調査では礎石建物跡5棟とそれに先行する掘立柱建物2棟および掘り込み遺構（12世紀中）が確認されている。トイレ遺構は、掘り込み遺構床面から発見され、径1mほど、深さ0.8mの円形土坑で、中から籌木約70点が出土している。土坑形汲取式トイレである。土坑の口をふさぐように堆積していたボサボサの褐色土と黒色土を取り除くと、中から水と一緒に多種多様な種子が湧き出してきたという。このうち、ジャポニカ型イネ・アケビ・ウリ・アキグミ・エゴマ・ナス・ヤマブドウ等9科12種が同定された。

#### 都市鎌倉のトイレ遺構
鎌倉（神奈川県鎌倉市）の鎌倉幕府政所跡と推測される遺構（13世紀前半）からもトイレ遺構が発掘された。トイレ遺構は、政所の南部、横大路の北側を並行して走る遺構群を区画する溝と、掘立柱建物群との狭間に3基見つかっている。これらは、1. 位置が近接する、2. 形態が類似する、3. 土器類の出土がないという共通点から、同じ者の手によって掘られたこと、比較的短時間のうちに連続して掘られたり埋められたりしたと推定できる。3基とも土坑形汲取式トイレで、それぞれ1m弱の間隔をあけて掘られている。いずれも短軸（幅）が0.5～0.9m、長軸（長さ）が1.6～1.9mの隅丸長方形を呈し、北2基からはウリ科・ナス科の種子の他、魚骨を出土しており、南端のトイレからは踏み板と考えられる板が2枚落ち込んでいた。2枚の板を合わせるとその中央に20～30cmほどの六角形の穴が開く形状となっており、この穴は排便用の落とし穴とみられる。
同じく鎌倉の米町遺跡（こめまちいせき）からもトイレ遺構の可能性をもつ土坑群が発見された。遺跡は鶴岡八幡宮から海岸に向かって延びる若宮大路の東側、大町大路と車大路にはさまれた一画に位置する。一般庶民の居住域とみられるが、集団墓地などが存在し特殊な地域と考えられている前浜との境界にあたっている。トイレ遺構の可能性をもつ土坑群7基は、東西に列をなして掘られており、ほとんどが重複関係にある。ほぼ3時期に分けて構成されると考えられ、うち4基はトイレである可能性が高い。土坑形汲取式トイレであり、第2期（13世紀第2四半期）および第3期（13世紀第3四半期）の土坑からはウリ科種子や踏み板とみられる板残片が出土しており、第1期（12世紀後半～13世紀初頭）の土坑からも、踏み板と考えられる土坑直径（約1.6m）に等しい長さの板が2枚出土している。土坑底には、上端より少し突き出る長さの杭が数本打ち込まれているが、その位置が2枚の板の側辺に接していることから、ズレを防ぐための杭であることがわかる。
北条泰時は執権となった翌年の嘉禄元年（1225年）に幕府の所在地を大倉（現・二階堂）から宇都宮辻子（小町の若宮大路東地区）、さらに嘉禎2年（1236年）に若宮（鶴岡八幡宮境内の前）に移し、この若宮第3次幕府は鎌倉幕府滅亡まで続いた。若宮幕府所在地（北条小町邸跡）からは高野山形水洗式トイレが検出された。若宮大路東側溝に流れ込む溝の出水口部分に、長さ1.4m、幅0.5m、深さ0.3mの箱形の木組が設置されている。木組は梁を渡した上に蓋状の板を2枚のせている。蓋状の板には13～15cmの隙間がある。さらに溝の上流には箱の壁の内側に縦に2本、2.5cm間隔を開けて並行に釘で打ち付けられた角材がある。このことから角材の間に板をはさみ、上下させることで水流を止めたり流したりできるような堰を設けていたのではないかと考えられる。つまり、蓋状の板が踏み板で、そこに上流に向かって座り、堰板を手で押さえることで流れてくる生活用水を貯め、堰板を上げることで排泄物を水洗する構造ではないかと想像される。排水された東側溝からは籌木とみられる遺物が出土している。なお、トイレを廃棄する際、祭祀的行為が行われたと考えられる土師器の一括廃棄が認められている。

#### 一乗谷朝倉氏遺跡
福井県福井市の一乗谷朝倉氏遺跡（戦国時代、15世紀末～16世紀末）は福井市の南東約10kmに位置し、戦国大名朝倉氏の本拠地であった城下町で、朝倉義景館跡、武家屋敷、寺院、町屋、庭園など戦国時代の町並みがほぼ完全な姿で発掘された遺跡である。国の特別史跡・特別名勝に指定されている。
この遺跡からは、長辺1～2m、短辺0.5～1m、深さ0.5～1m程度に地面を掘りくぼめ、四周に3～5段河原石を積んだ石積施設が、350基以上発見されている。この施設は長い間用途不明であったが、1980年の町屋の調査の際、金隠しの板が見つかったことでトイレ遺構であることが確認された。これは、考古学的に確認された確実なトイレ遺構では日本で最初の事例である。この石組桝形汲取式（いしぐみますがたくみとりしき）トイレは、長さ1.8m、幅1m、深さ1m、石組は6段程であった。中に悪臭を放つ有機質の泥が溜まっており、長辺壁の両側に直径15cmの杭が3～4本ずつ打ち込まれ、その一部は桝の上端より突き出していた。これを柱として桝（便槽）をおおう簡単な片屋根の小屋を設け、板材で床を渡し、排泄物の落とし穴に金隠しをはめ込んだと考えられる。この桝からは陶磁器片、灯明皿などの他、毛抜き・銅銭・将棋駒・櫛・下駄など当時の人々がうっかり落としただろうと思われる生活に密着した遺物も見つかっている。

#### 妙楽寺遺跡
滋賀県彦根市の妙楽寺遺跡（みょうらくじいせき）は弥生時代から室町時代に至る遺跡だが、主時期は戦国時代（1490年～1570年）で、地域的にも六角氏が織田信長に対抗して荒神山付近に前線を置くなど重要な位置にあった、かなりまとまった茶道具も出土している都市遺跡である。一乗谷と異なるのは道路ではなく水路が町割に利用されていること、また屋敷の大小は武士・農民・商人などの身分差を示していると思われるが、区画がはっきりせず、混住の傾向を示していることである。各屋敷の水路側には石組をともなう桝形汲取式（ますがたくみとりしき）トイレが配置されている。一乗谷と同様、家の中を抜けて、あるいは脇を通って汲み取りをしたものと推定される。

#### 堺環濠都市遺跡
明徳の乱（1391年）で堺を根拠地としていた山名討伐に功績があった大内義弘が、瀬戸内諸国・和泉・紀伊国を得て守護となり、堺もおおいに繁栄した。この頃から、堺には濠が掘られはじめ、環濠都市に変貌したとみられる。都市遺跡最下層の焼土は、大内義弘が将軍足利義満に反抗し、堺で戦死した応永の乱（1399年）で焼けた民家一万戸の跡とされる。その後は細川氏の守護地となって再び繁栄を取り戻し、国際的な貿易都市として栄え、15世紀末ごろからは会合衆のもとで自由都市と呼ばれるにふさわしい自治体制を確立した。1543年の鉄砲伝来以降は鉄砲産地としても栄え、信長入京後はその直轄領となる。
現存するトイレ遺構は文明18年（1486年）の大火後の町屋成立以降のもので、16世紀前半の早い段階でトイレが付帯したという指摘がなされている。ここでは木組の桝形汲取式トイレから甕形汲取式（かめがたくみとりしき）トイレへ、甕も瓦質から土師（はじ）質へという変遷を追うことができる。また、それまで戸別に設置されても便槽は単独で、大便と小便の処理は未分離であったものが、16世紀第4四半期にはいると、複数の便槽（土師質の甕）が用意され、大便と小便を別々に処理するトイレが出現することも判明している。

### 近世

#### 吉川元春館跡
吉川元春館跡（安土桃山時代、1550年以降～1600年）は、吉川元春の居城日野山城（広島県北広島町（旧・豊平町））西南の麓に所在し、志路原川のつくる河岸段丘上の緩斜面に築造されており、川が堀の役割を果たしている。また、西側の山には菩提寺の海応寺跡がある。元春は毛利元就の次男で、吉川家に養子に入り15代当主となって、弟の小早川隆景とともに「毛利の両川」の一人として活躍した。元春は天正10年（1582年）の備中高松城の戦いで豊臣秀吉と和睦したが、その後も秀吉の風下に立つことを嫌って同年末に隠居、家督を嫡男吉川元長に譲った。しかし、毛利輝元の要請で秀吉の九州征伐には参加し、1586年に小倉の陣中で病没した。元長死後、元春の三男吉川広家は関ヶ原の戦いにおいて、毛利家存続のために奔走したが、輝元を総大将とする西軍が敗れ、主家減封の際はこれにしたがい、周防国岩国に本拠を移した。よってこの遺跡が機能したのは、元春・元長・広家の時期とされる。
この遺跡からは、これまで石垣、土塁、掘立柱建物を中心とする屋敷、庭園を確認している。トイレ遺構は、北側にある門を入って屋敷の正面奥に位置し、径3×1.2m、深さ0.7mの長楕円形の土坑に木製桶が2基南北に並べて埋設され、この桶を便槽としている（桶形汲取式（おけがたくみとりしき）トイレ）。南側埋桶からは籌木、折敷、筒状竹製品、猿形、人形形代、聞香札、楔、土師質土器、北側埋桶からは部材片、楔、土師質土器が出土している。なお、籌木には竹製のものが2点混じり、また短いもの、折れたものが出土していることから、使用し汚れた先端を折り、再び使用した例ではないかとも考えられている。南側埋桶からは1cm3あたり6000個の寄生虫卵が検出され、イネ科の花粉、ヒエ穎・イネ穎・ナス・ウリ類・ウメ・キイチゴ属の種実、北側埋桶では寄生虫卵は痛み分解していたため検出密度は低かったが、イネ科・ソバ属の花粉、イネ穎・ヒエ穎・ナス・ウリ類・キイチゴ属の種実が検出された。なお、遺跡を区画する大溝からは金隠しと「蝿打たんが為これを造る者也」と墨書された木の札が出土している。

#### 名護屋城跡
豊臣秀吉の朝鮮出兵は「文禄の役」（1592年 - 93年）・「慶長の役」（1597年 - 98年）の2度にわたるが、その際、国内における最前線となったのが肥前（佐賀県唐津市（旧・鎮西町））の名護屋城である。その木村重隆陣屋跡からトイレ遺構が発見されている。木村重隆は、秀吉の九州征伐、小田原征伐に従い、文禄の役でも朝鮮に渡ったが、文禄4年（1595年）、謀反の疑いをかけられ切腹した豊臣秀次に連座し、自害した。
トイレ遺構は壁をともない、その内側には1間（2m）×2間（1.8m）の柱穴があり、さらに柱穴に囲まれる範囲（建物内部）には親指大の玉石が敷き詰められ、その中央やや奥壁寄りに楕円の土坑（便槽）が掘られている、便槽の両側には平らな面を上にした踏石（ふみいし）があり、踏石にまたがると入口側の便槽上面に逆三角形の板石が貼り付けられている。これが金隠しで、このように設置されたまま出土した例はきわめて稀である。以上の形態は、茶道における茶室建築のトイレ「砂雪隠」（砂雪隠形汲取式（すなせっちんがたくみとりしき）トイレ）であり、千利休が小田原征伐の際に豊臣秀吉のため考案したのが始まりといわれる。

#### 彦根城
彦根城（滋賀県彦根市）は、徳川四天王と呼ばれた一人井伊直政が関ヶ原の戦いののち石田三成の居城だった佐和山に転封されたものの、山城では戦闘の変化などに対応できないため、また人心を一新する必要もあって城の移築を計画したことに始まる。その城郭は、姫路城とともに最も形をよく遺しているといわれ、国宝に指定されている。
調査の結果、表御殿（おもてごてん）から多数の桶形汲取式トイレおよび甕形汲取式トイレを検出している。場所は、遠侍（とおざむらい、取次・警備の武士の詰所）棟の裏、表御殿玄関口から御広間棟に至る屋外の石敷路の両脇、表御殿東側一帯、表御殿奥向などである。発掘調査にあたり、表御殿を描いた絵図総数8点のうち2点から、貼り紙による修正を含め、古い絵図でI期・II期、新しい絵図でIII期・IV期・V期の5期にわたるトイレの変遷が想定された。しかし、絵図に作成した年号の記載がないため、実年代の特定が難しく、V期に安政2～4年が含まれることが判明しているにとどまっている。また、絵図に相応しないトイレも多く、これは絵図以降に新設されたものではないかと考えられている。表御殿のトイレは明治11年（1878年）頃解体された。
井伊直弼が13代彦根藩主となるまでの不遇の時期、天保2年（1831年）以後15年を過ごした屋敷である埋木舎では、発掘調査により6期にわたる建て替えの変遷が確認されているが、母屋棟の北（玄関を入って左奥、来客用）・東（奥座敷につらなる一帯）にIV期に属するトイレ遺構を確認している。うち東のトイレは遺存状況が良好で、礎石列で区画されたトイレ空間のなかに2連の甕形汲取式トイレを確認している。甕には、漏らさない工夫として羽が付いており、大便用は羽まで地中に埋め込んでいるが、小便用は、口をやや傾けて地上に設置している。なお、台所棟からも3ヵ所トイレが確認されている。

#### 能登石動山
石動山（石川県中能登町（旧・鹿島町））は、加賀、能登、越中の山岳信仰の拠点霊場として栄え、そこに坊院を構えた天平寺（室町以降の呼称、鎌倉期は石動寺）は、中世の最盛期には北陸七カ国に所領をもち、院坊360余り、修験者約3,000人の規模を誇ったが、南北朝時代と戦国時代の二度の全山焼き討ちにあい、何度か興廃を繰り返している。慶長2年（1597年）以降は前田氏の崇敬を受け加賀藩の庇護の下、正保4年（1647年）の講堂・不動堂の建立をはじめとして70数坊が再建された。
大宮坊（おおみやぼう）は、山岳寺院としての石動山を総括する多様な機能を持つ施設である。ここには一山支配の要となる別当職（のち看司職）が置かれ、統括・経営・渉外・法要など多くの重要な業務が行われ、かつ、このような機能を支える日常生活が営まれていた。大宮坊は、東側に通用門があり、門を入ってすぐ左側に小規模な礎石建物、正面奥（西側）には南北2つの大きな礎石建物があり、北側建物と南側建物は渡り廊下で結ばれている。ここ大宮坊では、2ヵ所のトイレ空間（17世紀～18世紀）が見つかっている。ひとつは通用門に入ってすぐの小規模建物で、これは建物全体がトイレとして使われ、門からの渡り廊下、待合室的空間をともなう。2つの便槽をもつが、2部屋の個室だった可能性のある桶形汲取式トイレである。ここでは分析の際、カンナ屑状に薄くされたスギ材を検出しており、トイレットペーパーのように利用し、あるいは臭い消し・音消し・跳ね返り防止にも役立てたと考えられている。このトイレの裏には生活排水や庭の池の水を排水するためと考えられる水回りの施設がある。もうひとつは、北側建物の南側裏手に付属するトイレである。渡り廊下を用いれば南側建物からも至近の距離にある。これも、2つの埋桶の並ぶ桶形汲取式トイレでトイレ入口からは竹樋の継手が出土しており、ここに水が引かれていた可能性がある。便槽堆積物の分析結果からは、魚・肉類はまったく食べず、穀類・野菜・果物を食べていたことがわかり、山岳信仰のなかでの食生活のあり方をよく示している。

#### 清崎城跡
新潟県糸魚川市の清崎城跡（17世紀～19世紀）では、濠跡、門の基礎と関係のある柱痕跡、井戸跡、廃棄用土坑などとともにトイレ遺構ではないかと考えられる土坑が検出されている。土坑底面に桶の底部が残存し、その中にウリとみられる種子が大量に堆積していることから、桶形汲取式トイレである可能性が高いとみて、堆積土の土壌分析を行った結果、ウリ科メロン類、バラ科キイチゴ属、ブドウ科ブドウ属、グミ科グミ属の種子類などを確認し、また、生物起源とみられるリン酸の検出も顕著であることから、トイレ遺構の可能性が高いと考えられる。

#### 汐留遺跡の大名屋敷
東京都港区の汐留遺跡からは、龍野藩脇坂家上屋敷（17世紀～明治2年）および仙台藩伊達家上屋敷（17世紀～明治2年）の両屋敷跡から桶形汲取式トイレおよび甕形汲取式トイレを多数確認している。その数は700基に近い埋桶と50基に満たない埋甕である。両者は混在傾向を示し、堺環濠都市とは異なって桶から甕へという変遷は見いだすことができない。火事は「江戸の華」だったというが、桶は焼けた状態で出土するものが少なくない。記録によれば大名屋敷が建てられてからの約200年で脇坂家が12回、伊達家が10回の火災に遭っており、汐留遺跡における桶の多さはこうした火災の多さを反映するものとも考えられる。なお、どちらの屋敷跡からも金隠しが出土しており、脇坂家からは肥杓も出土している。

#### 江戸城竹橋門
江戸城・竹橋門内大番所（1657年～幕末）では発掘時は遺構の性格が不明であったが、絵図との比較によってトイレと判明した遺構がある。「大番」は江戸幕府の職名で、江戸城および江戸市中の警備にあたった。遺構は、内壁に一辺80cm弱の方形の土坑をともなう石組で、石組は本来は方形だったろうと思われるが東側のみ破壊されているためコの字状になっており、石の平らな面を内側にそろえている。底石はない。この空間に甕もしくは桶を据え付けた甕、または桶形汲取式トイレと推定される。

#### 白鷗遺跡
東京都台東区元浅草一丁目の白鷗遺跡（はくおういせき、都立白鷗高等学校校地内、18世紀後葉～19世紀前葉）よりおまるが出土している。この地域は、17世紀前葉までは下級武士、17世紀後葉から18世紀末まで泉藩本多家上屋敷、18世紀末以降明治初年まで松山藩酒井家上屋敷があったと考えられている。このおまるの出土した廃棄坑は、安政の大地震の廃棄物と思われる層を掘り込んでいる。廃棄坑が掘られている層、ならびに廃棄坑から出土する遺構の時期は江戸時代後期の18世紀後葉～19世紀前葉で、両者が接合する資料もあることから、短時間の間にこの廃棄坑が掘られ、またさらに大量の廃棄物によって埋め戻されたと考えられる。「おまる」は8個体分の部品53点が出土しており、全体の形態がわかるのは4点である。大きさは長さ35～37cm、幅21～23cm、高さ25～28cmでほぼ一定しており、材質もすべて他の桶類と同じスギ材である。

#### 加賀藩・大聖寺藩上屋敷
東京都文京区の加賀藩前田家上屋敷（現東京大学本郷構内）では、家臣住居空間のなかにあり、南北方向の長屋が平行して並ぶ「八筋長屋」と呼ばれる「御貸小屋」（江戸詰めの家臣に貸すために藩が用意した居住用長屋）からトイレの可能性のある遺構が発見されている（廃棄は幕末（19世紀中葉））。発見された遺構を1840年代前半の絵図と対比した結果、3基の土坑の位置が絵図上のトイレの位置と一致した。考古学的検討からはトイレとしての機能は判明できなかったが、壁際に4ないし8本の杭の並ぶ方形土坑の形状が堺環濠都市の土坑と類似しており木組の桝形汲取式トイレではないかと考えられる。
前田家上屋敷の中で不忍池に近い東側一帯は、寛永16年（1639年）に加賀藩の支藩として富山藩・大聖寺藩が成立すると、両藩の上屋敷として利用されるようになった。大聖寺藩の敷地に位置する調査範囲からは10数基のトイレ遺構が発見されている。ほとんどが径50～70cmの円形土坑で内面には埋桶の痕跡があるところから桶形汲取式トイレと考えられる。これらはすべてが南北方向に並び、2ないし3基がセットとなって配置されている。これらのうち、3つのトイレ遺構からは、瑪瑙の玉のついた銀製の簪、銀製で金鍍金がなされ「竹に福良雀（ふくらすずめ）」の装飾のある簪を含め計5点の簪、真鍮製の笄1点、和服の襟留め金具1点、温石1点など女性が落としたと思われる生活用品が出土している。

### 近現代

#### 汐留遺跡の新橋停車場跡
明治2年の大火で汐留にあった大名屋敷がほとんど消失し、ここには鉄道の起点が設けられることになる。駅舎（明治5年～大正3年）は明治初期の代表的西洋建築とされ、錦絵の題材にもなった人気の建物であった。東京駅開業にともない新橋停車場は貨物専用駅となり「汐留駅」と改称される。ここから出土する資料には、財布・ボタン・マッチ・パイプ・ワインコルク用キャップ・扇子・簪・櫛・印鑑・安全ピン・ペン先・硬貨など旅客の落とし物と考えられる雑多な生活用品が多い。トイレは土坑内壁に煉瓦を積み、コンクリートを塗って補強する構造の桝形汲取式トイレである。便槽の土壌分析の結果、オウシュウブドウとオランダイチゴの種子が検出された。それぞれ山梨付近、静岡付近が栽培地ではないかと推測される。なお、遺跡からは、陶磁器、ガラス瓶のほか、トイレ用履き物、尻拭き用の可能性のある細かくちぎられた布なども出土している。
新橋停車場開業当時の乗客数は明治6年で141万人、それが明治21年では244万人にも増えている。貨物取扱量は明治7年の17,701tが明治20年には101,878tに膨れあがっている。このような増加傾向は車両の増産を促した。そのため製造・修理用施設の増改築が行われ、各種の作業場がつくられた。明治15年（1882年）新橋停車場にあった各作業場は工場と呼ばれるようになる。そのとき存在したのは、旋盤・甲木工・乙木工・鍛冶・製罐（せいかん）・塗師（ぬし）・真鍮・鑢（やすり）の9工場であったが、これらによって製造・修理しなくてはならない車両は全国の54%に達したという。
その内、新橋停車場構内の鋳物工場（明治5年～大正12年）からは、新旧2列のトイレ施設を検出している。基本形態は変わらず、6連埋甕を両端の長方形の桝形で挟む構造になっている。常滑の埋甕は大便用で、その両端に開く長方形の孔（あな）が小便用の甕形・桝形汲取式トイレである。旧トイレは、土坑に甕を埋め、その周りの地表面をコンクリートで固めたうえに煉瓦を組み合わせて貼っている。新トイレは、土坑に甕を埋め、その周りに礎石状の石囲いをしている。この工場で働く人は男性がほとんどであったと考えられるが、それに対応できるような構造とみなすことができる。

#### 東京帝国大学
東京都文京区本郷の東京帝国大学図書館（明治27/28年〜昭和4年(1929年)取り壊し）のトイレは方形土坑（東西1.1m、南北1.0m）のなかに常滑大甕（口径67cm、高さ85cm）を埋設する構造の甕形汲取式トイレである。検出地点は、大学当局により作成されていた構内全体配置図に「便所」と記されている位置と一致する。

#### 植野家
新潟県新潟市西蒲区（旧・巻町）の植野家は日本海に面した角海浜（かくみはま）に所在していた民家である。この角海浜では「マクリダシ」という、数十年に一度起こり、海に面した家並みを根こそぎ奪っていくという、この地域特有の一種の海岸浸食現象によって、家屋と道路が砂で埋没してしまった。こうして砂中の家屋は、廃棄された当時の状態を保ったまま発掘されることとなった。植野家には1. 明治末期に建てられ1963年に解体されるまで4世代が暮らした母家、2. 昭和の初期に建てられ、母屋解体時には衣類を除く生活用品がここに移され、そのまま放置された物置小屋、3. 母屋と同時に建てられた外便所の3棟の建物がある。
トイレは、母屋入口左側に「門脇便所」が設置されている。これは桶形汲取式トイレで、埋桶（径43cm、深さ46cm）は切石で四角く囲まれている。「外便所」は、母屋の南西3.5mに位置し、土台材（ほぞをもつ10cmほどの角材）と礎石が残っており、2.5×1.2mの長方形の部屋とそれに隣接する幅1.2m、奥行1mの小部屋からなる。小部屋中央に桶（径42cm、深さ40cm）が埋設されており、その前と長方形の部屋の入口にコンクリートの踏台が置かれている。溲瓶（しゅびん、尿瓶）が2点出土している。1点は陶製で物置小屋から、もう1点はガラス製で外便所脇からの出土である。物置小屋の陶製溲瓶はガラス製が使われるようになったため、しまいこまれたと考えられる。

### 総説
- 埋文コラム『発掘から見えてきたトイレ事情』～埋文にいがたNo.35 (PDF)
- 土からわかるトイレと水～環境考古学の世界～/松井章

### 各説
- 鳥浜貝塚の糞石～同志社大学歴史博物館
- 秋田城跡調査事務所
- 都で暮らす人々(3)トイレ事情～宮都のロマン・長岡京発掘50周年 『京都新聞』 - ウェイバックマシン（2005年2月10日アーカイブ分）
- 古都平泉の文化遺産